# Wurfbainia neoaurantiaca
Wurfbainia neoaurantiaca là một loài thực vật có hoa trong họ Gừng. Loài này được Hse Tao Tsai và S. W. Zhao mô tả khoa học đầu tiên năm 1979 theo mẫu vật thu tại Mãnh Lạp, miền nam tỉnh Vân Nam, Trung Quốc tại trang 91 số 17(4) Acta Phytotaxonomica Sinica dưới danh pháp Amomum aurantiacum. Tuy nhiên, danh pháp này là không hợp lệ (nomen illegitmum), do là đồng âm muộn của loài không có ở Trung Quốc là Amomum aurantiacum Ridl., 1920. Năm 2000, Te Ling Wu, Kai Larsen & Nicholas J. Turland tạo ra tổ hợp tên gọi mới cho loài ở Vân Nam là Amomum neoaurantiacum. Năm 2018, Jana Leong-Škorničková & Axel Dalberg Poulsen phục hồi chi Wurfbainia và xếp nó trong chi này.

## Phân bố
Plants of the World Online cho rằng loài này có tại Vân Nam, Trung Quốc. Môi trường sống là rừng, ở cao độ đến 600 m. Tại đây nó được gọi là 红壳砂仁 (hồng xác sa nhân), nghĩa đen là sa nhân vỏ đỏ.

## Mô tả
Cây cao 2-2,5 m. Thân giả màu có lông tơ màu nâu. Lưỡi bẹ 2 khe, 6–7 mm, có lông nhung màu vàng đậm; cuống lá rất ngắn; phiến lá mặt xa trục màu lục nhạt, hình mũi mác hẹp, khoảng 30 × 5-6,5 cm, mặt gần trục có lông màu nâu áp ép thưa và ngắn, mặt xa trục có lông nhung dày dặc, đáy hình nêm, đỉnh hình đuôi. Cụm hoa dạng bông, thuôn dài; cuống khoảng 3 cm, có lông nhung, các bẹ giống vảy màu tía, hình tam giác, có lông nhung; lá bắc màu tía, thuôn dài, khoảng 1,2 cm x 5 mm. Đài hoa khoảng 1,5 cm, đỉnh 3 răng. Ống tràng hoa màu vàng-đỏ, khoảng 1 cm. Các nhị lép ở bên thẳng, khoảng 1 cm, đỉnh có khía răng cưa. Cánh giữa môi dưới màu trắng, vàng với các đốm tía ở trung tâm, hình tròn, đường kính khoảng 1,8 cm, đỉnh nhọn, 2 khe. Chỉ nhị khoảng 1 cm; bao phấn thuôn dài, khoảng 8 mm; phần phụ liên kết 3 thùy, thùy trung tâm hình bán nguyệt, các thùy bên thẳng. Quả nang màu da cam, hình gần cầu đến hình trứng, 1,3-1,8 × 0,7-1,1 cm, có lông màu gỉ sắt áp ép, có gai thưa, mọng thịt. Hạt màu nâu đỏ, từ 4 đến nhiều góc. Ra hoa tháng 5-6, tạo quả tháng 8-9.